# Těžká Barbora
Těžká Barbora aneb 19 obrazů o zmoudření Eidamských je 26. divadelní hra autorů Jana Wericha a Jiřího Voskovce s hudbou Jaroslav Ježka v Osvobozeném divadle. Premiéra této hry byla  7. listopadu 1937 v režii Jindřicha Honzla a dočkala se 179 repríz. Hudba Jaroslav Ježek, balet Saša Machov, výprava Alois Wachsman. Autoři připsali hru Ivanu Olbrachtovi. Děj se odehrává ve středověku ve městě Eidam a v yberlandském hvozdu.

## Historie
Hra je situována do idylického Holandska a věrně odráží postup Henleinových požadavků na vyhrocující se domácí půdě. Hra brojí proti poraženectví a kolaboraci, a mířila hlavně proti německým taktikám předstíraných útoků.

## Osoby a obsazení
| Kristian van Bergen, starosta města Eidamu | B. Záhorský    |
| Greta, jeho žena                           | L. Molnárová   |
| Hans Bols – eidamský hejtman               | F. Černý       |
| Elisabeth, jeho žena                       | H. Honzíková   |
| Gustav Harmoniensis, učitel                | F. Filipovský  |
| Vandergrunt, zámecký pán                   | V. Šmeral      |
| Siska, starostova služka                   | J. Švabíková   |
| Kryštof, sýrař                             | R. Hrušínský   |
| Peter, vznešený cizinec                    | K. Máj         |
| Prodavačka ryb                             | V. Petrovičová |
| Setník Yberlandského vojska                | A. B. Frank    |
| Desátník Yberlandského vojska              | M. Svoboda     |
| Pětník Yberlandského vojska                | V. Šlajs       |
| První žoldnéř                              | J. Voskovec    |
| Druhý žoldnéř                              | J. Werich      |

## Děj
Yberlanďané shromažďují vojsko a chtějí napadnout město Eidam, ale nemají k tomu důvod. Tudíž potřebují záminku, kterou jim má opatřit převlečený důstojník Peter. Ten se vydá do Eidamu a potají přiveze k eidamským hranicím dělo, nazvané Těžká Barbora. Ybarlanďané najmou dva žoldnéře, aby předstírali přepadení. Ti ovšem předstíraný úkol nepochopí a skutečně ho přepadnou. Peterovi se podaří utéct a vojáci odváží ukořistěný povoz do Eidamu. Netuší ovšem, že se jedná o dělo. Nechají ho stát u radnice a odejdou. Lidem povoz překáží, a tak ho otevřou a najdou dělo. Peter se znovu vrací do Eidamu, tentokrát převlečený za umělce-sochaře. Lidé ho požádají, aby z děla udělal sochu. Někteří chtějí, aby bylo roztaveno a byl z něj ulit zvon míru, jiní chtějí, aby zůstalo ve městě. Hejtman chce, aby byla postavena socha jemu na počest. S tím nikdo, ani starosta nesouhlasí. Hejtman však ví o starostových pletkách se služkou, vydírá ho, že to neřekne veřejnosti, pokud vysloví souhlas se sochou. Starosta nechtěně souhlasí. Nakonec dělo ve městě zůstalo a zachránilo město od nepřátel. Peter však vystřelí Těžkou Barborou na radnici. Je přistižen, a tak hledá útočiště u zámeckého pána, který pak naléhá na radní, aby zatkli žoldáky. Ti utečou z vězení a varují lid před yberlandským vojskem. Lidi nabijí dělo tvrdým sýrem a porazí je. Řeknou Yberlanďanům, že je mají rádi, není důvod k válce a propustí Petera.

## Pozdější uvedení
Těžkou Barboru obnovil Jan Werich v divadle ABC ve dvojici s Miroslavem Horníčkem v roce 1960.
Těžká Barbora byla natočena 14. června 1960 v Divadle ABC Československou televizí a vysílala se tehdy jen jednou 29. prosince 1960. Unikátní záznam je zachráněn v archivu České televize. Dále hráli: Lubomír Kostelka, Libuše Píchová, Roman Hemala, Zlatomír Vacek, Stella Zázvorková, J. Pick, Jiřina Bohdalová, J. Víšek, Václav Trégl, Stanislav Fišer a další. Kamera V. Opletal. Divadelní režie J. Nesvadba. Režie televizního přenosu Miloslav Zachata. Zajímavostí je, že na hře výtvarně spolupracoval také známý humorista, kreslíř a ilustrátor Jiří Winter - Neprakta.
V roce 2007 uvedlo představení divadlo Radar, režie Radka Tesárková, premiéra 30. listopadu a 1. prosince 2007.

## Forbíny
Interview a Příchozí Vejda

## Hudba ze hry
Ve hře zazní písně David a Goliáš, Vy nevíte, co je středověk, Tragédie vodníkova, Hej rup, Holduj tanci, pohybu, Konšelská, Co na světě mám rád.

### Nahrávky
Některé písně a orchestrální skladby byly v listopadu 1937 a v dubnu 1938 zaznamenány na gramofonové desky firmy Ultraphon:
1. Holduj tanci pohybu, Jaroslav Ježek / Voskovec a Werich, zpívá František Filipovský, dirigent Jaroslav Ježek
2. Nobody's Sweetheart, Gus Kahn, Ernie Erdman, Billy Meyers, Elmer Schoebel, orchestrální skladba, dirigent Marco Baben
3. Konšelská, Jaroslav Ježek / Voskovec a Werich, zpívá František Filipovský, dirigent Jaroslav Ježek
4. Vy nevíte, co je středověk, Jaroslav Ježek / Voskovec a Werich, dirigent Jaroslav Ježek
5. Tragédie vodníkova, Jaroslav Ježek / Voskovec a Werich, dirigent Jaroslav Ježek
6. David a Goliáš, Jaroslav Ježek / Voskovec a Werich, dirigent Jaroslav Ježek
7. Co na světě mám rád, Jaroslav Ježek / Voskovec a Werich, zpívají František Filipovský, Voskovec a Werich, dirigent Jaroslav Ježek
8. A týden uplynul, Jaroslav Ježek / Voskovec a Werich, zpívá sbor členů orchestru, dirigent Jaroslav Ježek
9. Dinah, Samuel M. Lewis, Joseph Young, Harry Akst, orchestrální skladba, dirigent Jaroslav Ježek.[4]